# Sentimental (Deborah Cox-låt)
Sentimental är en låt med den kanadensiska R&B-sångerskan Deborah Cox, komponerad av Dallas Austin, Colin Wolfe och henne själv för sitt debutalbum Deborah Cox.
Låten gavs ut som skivans ledande singel den 26 september 1995 och mottog positiv kritik. Det lugna midtempo spåret ingick i Arista Records plan att introducera Cox för musikvärlden med återhållsam sång som endast skulle ge lyssnarna en föraning av sångerskans talang. "Vi ville inte att jag skulle debutera med en låt där jag gjorde en massa sång-akrobatik då risken var stor att det skulle tolkas som jag ville bevisa något." förklarade Cox i en intervju med Jet. "Sentimental" hade stor framgång på USA:s R&B-lista där den klättrade till en 4:e plats. Debutsingeln blev även en massiv radiohit och sålde sammanlagt hela 353,000 kopior i USA. Internationellt blev singeln en stadig grund för sångerskan med topp-30 positioner på de flesta listor den tog sig in på.

## Listor
| Lista                                       | Topp position |
| ------------------------------------------- | ------------- |
| Amerikanska Billboard Hot 100               | 27            |
| Amerikanska Billboard Hot R&B/Hip-Hop Songs | 4             |
| Amerikanska Billboard Dance Club Play       | 33            |
| Kanadas Canadian Hot 100                    | 31            |
| Storbritanniens UK Singles Chart            | 34            |
| Australiens ARIA                            | 49            |
| Nya Zeelands RIANZ                          | 46            |